# 長崎県立西陵高等学校東長崎分校
長崎県立西陵高等学校東長崎分校（ながさきけんりつせいりょうこうとうがっこうひがしながさきぶんこう, Higashi Nagasaki Branch of Nagasaki Prefectural Seiryo High School）は、長崎県長崎市古賀町にあった公立高等学校の分校。2007年（平成19年）に閉校した。

## 概要
歴史
1949年（昭和24年）に「長崎県立諫早農業高等学校古賀分校」として開校。1996年（平成8年）に長崎県立西陵高等学校に移管されて普通科校となり、2007年（平成19年）3月に閉校した。
設置課程・学科
全日制課程 普通科
校訓・校章・校歌
長崎県立西陵高等学校のものを共用。

## 沿革
長崎県立諫早農業高等学校 東長崎分校
- 1949年（昭和24年）
  - 5月1日 - 西彼杵郡古賀村（現・長崎市古賀町）に「長崎県立諫早農業高等学校古賀分校」（定時制 農業課程20名、農村家庭課程20名）が開校。
  - 5月8日 - 開校式と入学式を挙行。古賀村立古賀小学校の2教室、併設の古賀青年学校の倉庫1室を仮校舎として授業を開始。
- 1952年（昭和27年）6月14日 - 分校校舎が完成。
- 1955年（昭和30年）4月1日 - 町村合併[1]により、「長崎県立諫早農業高等学校東長崎分校教室」に改称。校舎不足のため、二部授業を実施。
- 1956年（昭和31年）4月1日 - 江の浦教室[2]が独立したことにより、「長崎県立諫早農業高等学校東長崎分校」に改称。
- 1958年（昭和33年）4月1日 - 東長崎町立古賀中学校の廃止[3]に伴い、古賀中学校の校舎とグラウンドが譲渡される。
  - 譲渡された校舎を第1校舎、従来の分校校舎を第2校舎とする。全学年週4日制（月・火・木・金曜日を学校日）とする。
- 1962年（昭和37年）4月1日 - 農業科を園芸科に改編。
- 1963年（昭和38年）4月1日 - 農村家庭科を生活科に改編。
- 1976年（昭和51年）4月1日 - 全日制課程に切り替え。園芸科1学級40名、生活科1学級45名。定時制課程の募集を停止。
- 1978年（昭和53年）3月31日 - 学級増でプレハブ教室での授業を開始。
- 1979年（昭和54年）3月31日 - 最後の卒業生を送り出し、定時制課程を廃止。
- 1984年（昭和59年）3月26日 - 集会場（体育館）が完成。
- 1988年（昭和63年）4月1日 - グラウンドのかさ上げを実施。果樹園を造成。
- 1992年（平成4年）3月1日 - 卒業記念庭園「語らいの広場」が完成。
- 1993年（平成5年）
  - 3月11日 - 長崎県立西陵高等学校への移管が決定する。
  - 4月1日 - 生活科を生活科学科に改編。
- 1994年（平成6年）
  - 3月18日 - 新校舎が完成。
  - 4月1日 - 長崎県立諫早農業高等学校としての募集を停止し、長崎県立西陵高等学校（普通科）としての募集を開始（諫早農業高校と西陵高校が並存）。茶園を長崎市に返還。
  - 10月3日 - 農場管理棟を改修。
- 1995年（平成7年）1月31日 - 第二棟校舎・新農場管理棟が完成。
- 1996年（平成8年）3月31日 - 最後の卒業生を送り出し、長崎県立諫早農業高等学校東長崎分校に幕が下りる。

長崎県立西陵高等学校 東長崎分校
- 1996年（平成8年）4月1日 - 移管により、「長崎県立西陵高等学校東長崎分校」（普通科）となる。
- 2000年（平成12年）2月15日 - パソコン41台を設置。
- 2005年（平成17年）4月1日 - 生徒募集を停止。
- 2007年（平成19年）
  - 3月2日 - 最後の卒業式・閉校式を挙行。「西陵高校東長崎分校跡」の碑を建立。
  - 3月31日 - 閉校。跡地は現在長崎市役所古賀地区事務所と長崎市古賀地区市民センターになっている。

## アクセス
最寄りの駅
- JR長崎線　肥前古賀駅

最寄りのバス停
- 県営バス　古賀バス停

最寄りの道路
- 国道34号

## 周辺
- 長崎市立古賀小学校
- 長崎県警察長崎警察署古賀町交番

## 参考資料
- 長崎県立諫早農業高等学校創立百周年記念誌「百年の息吹　未来を拓け黄金に輝く稲穂たち」（2007年（平成19年）11月発行）
- 「絆」西陵高等学校東長崎分校の思い出（閉校記念誌、2007年（平成19年）3月発行）